# Ворожцов, Николай Николаевич (младший)
Николай Николаевич Ворожцов (младший) (24 мая (6 июня) 1907, Томск — 25 мая 1979, Москва) — химик-органик, учёный и организатор науки, доктор химических наук с 1938, академик АН СССР с 1966 (член-корреспондент АН СССР 1958). Лауреат Сталинской степени первой степени.

## Биография

мемориальная доска на здании Института органической химии СО РАН

Сын известного русского химика профессора Н. Н. Ворожцова (старшего), отец члена-корреспондента РАН Г. Н. Ворожцова (ген. директор ФГУП «ГНЦ „НИОПИК“»).
Отец Н. Н. Ворожцова приехал в Томск после окончания Харьковского технологического института со званием инженера-технолога (1904). По рекомендации профессоров В. А. Гемилиана и А. П. Лидова он получил в Томском технологическом институте должность ассистента на кафедре химической технологии органических веществ. Впоследствии семья часто переезжала в разные города в связи с переводами отца по службе.
Окончил Московское высшее техническое училище им. Н. Э. Баумана (1928). Дипломную работу выполнил под руководством академика Алексея Евгеньевича Чичибабина.
Возглавлял Научно-исследовательский институт органических полупродуктов и красителей им. К. Е. Ворошилова (ныне ФГУП "ГНЦ «НИОПИК») (1943—1947), кафедру промежуточных продуктов и красителей МХТИ им. Д. И. Менделеева (ныне Российский химико-технологический университет имени Д. И. Менделеева) (1945—1961). Являлся членом, заместителем председателя Технического совета Министерства химической промышленности СССР (1945—1957), членом Президиума, членом Правления Всесоюзного химического общества им. Д. И. Менделеева (1955—1961). Первый директор Новосибирского института органической химии Сибирского отделения Академии наук СССР (ныне НИОХ СО РАН; 1958—1975).
Участвовал в восстановлении анилинокрасочной промышленности и в создании новых химических производств (в послевоенные годы), в создании и развитии научного центра в Сибири (Новосибирский Академгородок). Внес научный вклад в исследование природных биологически активных соединений, в химию ароматических соединений, полупродуктов для производства красителей, фторароматических соединений. Автор более 200 научных статей и 70 патентов, лауреат Сталинской степени первой степени (1952). Создатель научной школы, среди его учеников академики, члены-корреспонденты и более 60 докторов и кандидатов наук.
Похоронен на Ваганьковском кладбище в Москве.
Имя носит Новосибирский институт органической химии имени Н. Н. Ворожцова СО РАН.

## Научные труды
- Химия природных дубильных веществ. М.; Л., 1932.
- Синтез и некоторые реакции фторароматических соединений // Журн. Всесоюз. хим. о-ва им. Д.И. Менделеева, 1970.
- Grundlagen der Synthese von Zwishenprodukten und Farbstoffen. Berlin, 1966.
- Intermediates // The Chemistry of Synthetic Dyes. N. Y.; L., 1970.[2]